# Pont d'Aiguines
Le pont d'Aiguines est un ouvrage d'art ancien, désormais noyé sous les eaux du Verdon dans le lac de Sainte-Croix, situé entre Moustiers-Sainte-Marie (Alpes-de-Haute-Provence) et Aiguines (Var), en France,.

## Description
Le pont d'Aiguines est un pont routier à sept arches, long de 125 mètres et large de trois, situé sur la route romaine du Verdon.
Il est emprunté par la route nationale 557, devenue plus tard la départementale 957 .

## Localisation
Le pont était situé entre la commune de Moustiers-Sainte-Marie dans le département des Alpes-de-Haute-Provence (au nord) et la commune d'Aiguines dans le département du Var (au sud).

## Historique

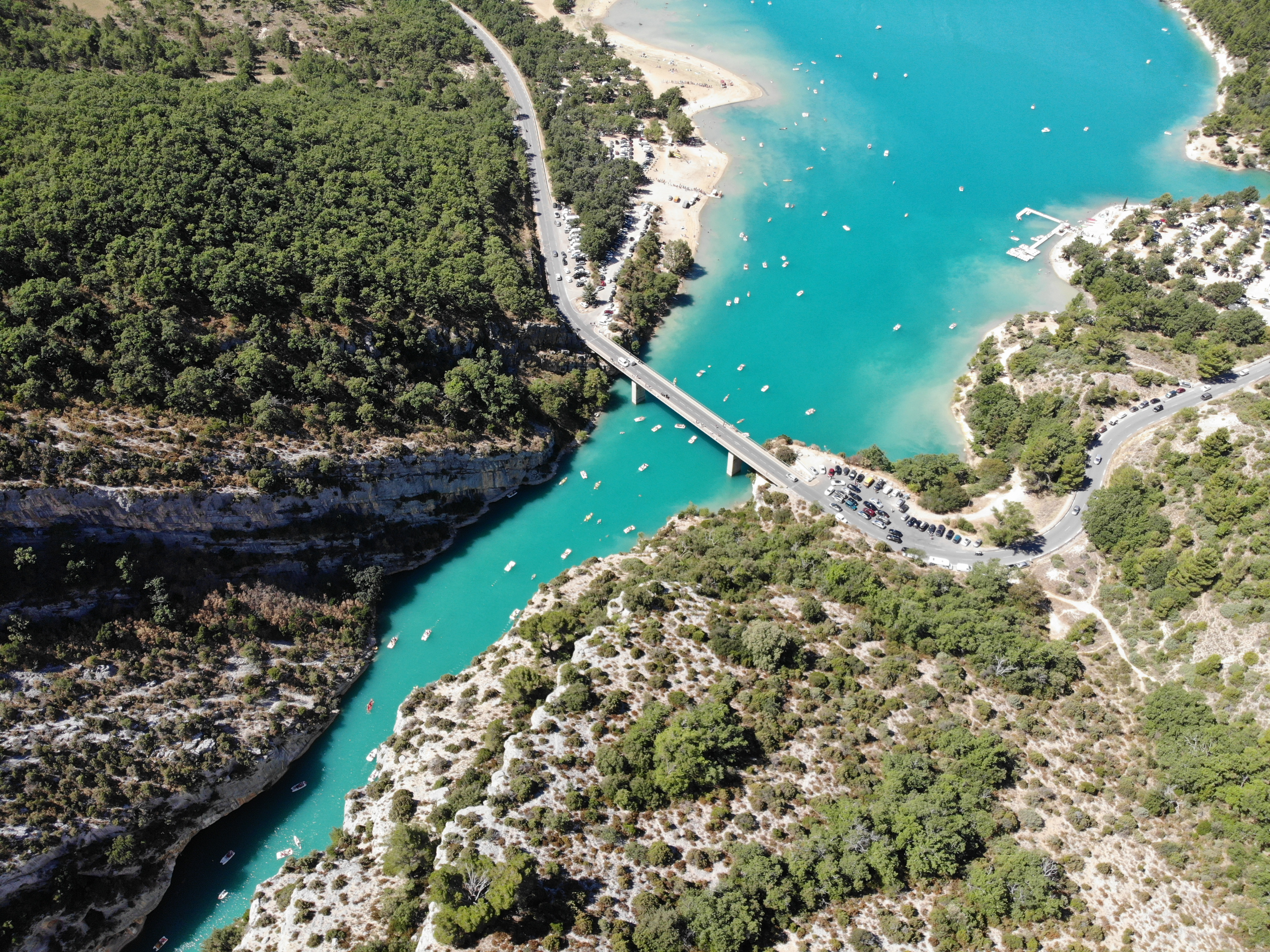
Le pont du Galetas, qui a remplacé le pont d'Aiguines.

On ignore si l'origine du pont remonte à la période gallo-romaine ou à l'époque médiévale.
Durant la Seconde Guerre mondiale, le pont fut dynamité par les maquisards et les Allemands et bombardé par l'aviation américaine.
L'édifice est inscrit au titre des monuments historiques en 1945.
Le pont est englouti en 1974 dans le lac de Sainte-Croix, en raison de la mise en eau du barrage de Sainte-Croix. Du fait de son inscription, l'ouvrage est conservé en l'état dans les profondeurs du lac, alors que le reste des constructions de la zone engloutie (ancien village des Salles-sur-Verdon, pont de Garuby…) a été totalement détruit.

## Cinématographie
Des scènes du début du film de 1952 Jeux interdits de René Clément ont été tournées sur le pont d'Aiguines et ses abords.